# Поланц, Ян
Ян Поланц (англ. Jan Polanc, род. 7 мая 1992 в Крани, Словения) — словенский профессиональный шоссейный велогонщик, выступающий за команду UCI ProTeams UAE Team Emirates. Начал выступать как профессионал с сезона 2013 года, участвовал в Джиро д’Италия 2014 и Чемпионате мира по шоссейным велогонкам 2013.

## Выступления
| 2009 - 1-й Чемпион Словении — Групповая гонка (юниоры) - 3-й Чемпионат Словении — Индивидуальная гонка (юниоры) - 10-й — Grand Prix Général Patton 2010 - 1-й Чемпион Словении — Индивидуальная гонка (юниоры) - 2-й — Trofeo Guido Dorigo - 3-й — Trofeo Buffoni - 4-й — Giro della Lunigiana - 1-й на этапе 3 - 8-й — Course de la Paix juniors - 10-й — Trofeo Karlsberg - 5-й Чемпионат мира — Групповая гонка (юниоры) 2011 - 5-й — Trofeo Karlsberg - 5-й — Trofeo Città di San Vendemiano - 7-й — GP di Poggiana - 8-й — Trofeo Banca Popolare di Vicenza - 8-й — Giro del Belvedere - 10-й — Trofeo Zsšdi 2012 - 3-й — Чемпионат Словении в индивидуальной гонке U-23 - 1-й — Piccolo Giro di Lombardia - 1-й в молодёжной квалификации — Тур Словении - 2-й — Okolo Jižních Čech - 5-й — Czech Cycling Tour - 6-й — Trofeo Città di San Vendemiano - 9-й — Giro della Regione Friuli Venezia Giulia - 9-й — Trofeo Zsšdi - 9-й — Trofeo Banca Popolare di Vicenza | 2013 - 1-й — Giro della Regione Friuli Venezia Giulia - 1-й в молодёжной классификации - 1-й на этапе 4 - 2-й — Тур Словении - 1-й в молодёжной классификации - 5-й — Course de la Paix U23 - 5-й — La Côte Picarde - 8-й — Гран-при Крани - 10-й — Istrian Spring Trophy 2014 - 9-й — Кубок Японии - 3-й в молодёжной квалификации — Тур Словении 2015 - 1-й на этапе 5 — Джиро д’Италия - 5-й — Кубок Японии 2016 - 5-й в молодёжной квалификации — Тур Романдии 2017 - 1-й Чемпионат Словении — Индивидуальная гонка - 1-й на этапе 4 — Джиро д’Италия - 1-й — Горная классификация - Тур Прованса 2019 - 6-й — Тур Турции - 6-й — Тур Омана - 6-й — Джиро ди Сицилия - 9-й — Тур Словении | 2020 - 3-й Чемпионат Словении — Индивидуальная гонка - 6-й Чемпионат Словении — Групповая гонка 2021 - 2-й Чемпионат Словении — Индивидуальная гонка - 2-й Чемпионат Словении — Групповая гонка - 5-й — Джиро дель Аппеннино 2022 - 1-й — Трофео Лайгуэлья - 7-й — Международная неделя Коппи и Бартали |

## Статистика выступлений

### Гранд-туры
| Гонка           | 2014 | 2015 | 2016 | 2017 | 2018 | 2019 | 2020 | 2021 |
| --------------- | ---- | ---- | ---- | ---- | ---- | ---- | ---- | ---- |
| Джиро д'Италия  | 42   | 53   | —    | 11   | 32   | 14   | —    | —    |
| Тур де Франс    | —    | —    | 54   | —    | —    | —    | 40   | —    |
| Вуэльта Испании | —    | —    | —    | 38   | —    | —    | —    | 41   |

| —  | Не участвовал  |
| НФ | Не финишировал |